# Avenida Bolívar (Valencia)
La Avenida Bolívar es la principal avenida de la ciudad de Valencia, Venezuela y recibe ese nombre en honor al Libertador de Venezuela. Comienza en la Avenida Sesquicentenario y termina en la Redoma de Guaparo.
Esta avenida se divide en dos secciones importantes del Municipio Valencia, llamadas Avenida Bolívar Sur y Avenida Bolívar Norte sobre la base de su localización: La sección Sur de la avenida inicia desde la Avenida Sesquicentenario y llega hasta el Bulevar Constitución en el centro de la ciudad, mientras que la sección Norte inicia justo después del Avenida Cedeño con cruce con el Bulevar Constitución y culmina en la Redoma de Guaparo. El Bulevar que conecta ambos tramos es un paso peatonal donde se ubican estaciones del Metro de Valencia a cada extremo.
Cabe destacar que la sección Sur en el tramo comprendido entre la Avenida Sesquicentenario y el Distribuidor Santa Rosa se hace llamar Avenida Las Ferias, mientras que el nombre Avenida Bolívar Sur aplica para el tramo comprendido entre dicho distribuidor y la Avenida Lara (si bien algunas personas le llaman "avenida Las Ferias" a todo el trayecto).

## Historia
Originalmente llamada Avenida Camoruco, estuvo rodeada en sus inicios por una de las zonas residenciales de mayor prestigio en la ciudad. Fue construida con piedra triturada y arena, teniendo un ancho de 12 metros, lo cual permitía la circulación del tranvía eléctrico que conectaba el Casco Central de Valencia con la estación Camoruco (hoy día el Rectorado de la Universidad de Carabobo) del Ferrocarril Inglés de Venezuela.
Ello se mantuvo así hasta 1967 con el cambio de nombre y elongamiento de la avenida, situación que había sido precedida por la desaparición de tanto el tranvía como del tren y su transformación a ser zona comercial
A mediados de la década del 2000 se realizó una ampliación de esta importante arteria vial con el objetivo de tener cinco (5) canales de circulación vehicular hacia ambos sentidos, así como una mejora sustancial en la acera peatonal a través del empedrado, sembrado de árboles/palmeras en lugares estratégicos y de nuevos postes de iluminación.

## Ferrocarril metropolitano
Con el inicio de los trabajos de construcción del primer tramo de la Línea 1 del Metro de Valencia, se cerraron distintas secciones de esta avenida en la parte Sur, siendo posteriormente reabiertos en 2006 con mejoras y reacondicionamientos a nivel superficial. Algo similar sucedió en 2007 con la construcción del segundo tramo de la Línea 1 en la parte Norte, cerrando solo parcialmente en algunos puntos de esta arteria vial para evitar los mayores inconvenientes posibles con los transeúntes, una condición que está proyectada a finalizar en 2018 con la culminación del respectivo tramo del metro.